# Lottiinae
Lottiinae is een onderfamilie van weekdieren uit de klasse van de Gastropoda (slakken).

## Geslachten
- Conoidacmea Habe, 1944